# The Prophecy II
The Prophecy II (no Brasil, Anjos Rebeldes 2) é um filme estadunidense dos gêneros terror, suspense e fantasia. O filme foi lançado diretamente em vídeo no ano de 1998. É a sequência do filme The Prophecy.

## Sinopse
O arcanjo Gabriel procura uma mulher que engravidou de um anjo, pois essa criança pode por fim a guerra celestial. Gabriel planeja matar a mulher e conta com a ajuda de uma moça que cometeu suicídio, mas Gabriel a mantém viva.

## Elenco
- Christopher Walken como Gabriel
- Russell Wong como Danyael
- Jennifer Beals como Valerie Rosales
- Brittany Murphy como Isabelle "Izzy"
- Eric Roberts como Michael
- Glenn Danzig como Samayel
- Steve Hytner as Joseph
- Bruce Abbott as Thomas Daggett
- J. G. Hertzler as Father William
- Michael Raimi as Danyael, Jr.